# Шулута (Тункинский район)
Шулу́та (бур. Шулуута — «каменистое [место]») — улус в Тункинском районе Бурятии. Входит в сельское поселение «Торы».

## География
Самый восточный населённый пункт района (5 км от границы с Слюдянским районом Иркутской области). Расположен в Торской котловине по северной стороне Тункинского тракта (44-й км), на правом берегу южной протоки Иркута, в 74 км от районного центра — села Кырен.

## Население
| 2002 | 2010 |
| ---- | ---- |
| 409  | ↗440 |